# Petrus József
Petrus József (Balatonszemes, 1936. április 28. – Pécs, 1958. március 5.) civil foglalkozása szerint bányász, de az 1956-os forradalom pécsi eseményeinek során magyar szabadságharcos, forradalmár. Egyike volt azoknak, akiket forradalommal kapcsolatos tevékenységük miatt elítéltek és kivégeztek.

## Élete
Petrus József Balatonszemesen született 1936-ban egy szegényparaszt családban. Az elemi iskola nyolc osztályának elvégzése után vájárnak tanult Tatán, 1955-ben helyezkedett el a pécsi uránbányában. Több alkalommal állt bíróság előtt különböző kisebb bűncselekmények miatt. A forradalom kitörésekor a komlói rabmunkahelyen töltötte jogerős büntetését, ahonnan 1956. november 4-én szabadult. Pécsre utazott, ahol tudomást szerezve a mecseki láthatatlanok csoportjáról, 16-án csatlakozott az egyik legjelentősebb egységhez, a Horváth Géza vezette Gazda-csoporthoz.
Az októberi forradalom leverése után 1956. november 4-ét követően felajánlotta szolgálatait a szovjeteknek: segít összeszedni az elszórt fegyvereket, segít megtalálni a Mecsekbe húzódott fegyvereseket. Egy ideig sikerült félreinformálnia a megszállókat, végül azonban ő is lebukott.
1957. márciusában 23 fiatalkorú társával együtt tervezték a Mecseki láthatatlanok újraszervezését, a forradalom újbóli folytatását és a bebörtönzött pécsi forradalmárok kiszabadítását a megyei börtönből. Tervezték fegyveres alakulatok megszervezését, továbbá az abaligeti és a pécsbányai rendőrőrs megtámadását is. Akciójukhoz a Mecseken elrejtett fegyverek beszerzését is tervbe vették. A csoportot árulás miatt letartóztatták.
A pécsi sajtóban elhíresült Petrus-per elsőrendű vádlottja. A másodrendű vádlott Béres Lajos, a harmadrendű vádlott Sólymos Gyula voltak. A csoportra a sajtóban köztörvényes bűnözőkként, huligánokként hivatkoztak.
A perben 1957. június 25-én hirdették ki ítéletét, 1958. március 5-én pedig felakasztották. A perben több kiskorút is 8-10 éves szabadságvesztésre ítéltek.
Sírja a Pécsi köztemetőben található.